# Lodewijk Filips I van Frankrijk
Lodewijk Filips I (Frans: Louis-Philippe) (Parijs, 6 oktober 1773 – Claremont House, 26 augustus 1850), bijgenaamd de Burgerkoning (le Roi Bourgeois), was de tweede en laatste soeverein die over Frankrijk regeerde met de titel koning der Fransen (roi des Français) van 1830 tot 1848. Deze periode wordt geschiedkundig de Julimonarchie genoemd.
Zijn vader, hoewel hertog, had de Franse Revolutie gesteund maar liet toch het leven onder de guillotine. Daarom vluchtte Lodewijk Filips als jongeman weg uit Frankrijk en bracht 21 jaar door in ballingschap, een deel daarvan in de Verenigde Staten.
Hij werd tot koning benoemd in 1830 nadat Karel X gedwongen werd af te treden. Zelf werd Lodewijk Filips in 1848 gedwongen af te treden en bracht de rest van zijn leven opnieuw door in ballingschap in Engeland. Hij was de laatste koning van Frankrijk, zij het dat keizer Napoleon III de laatste Franse monarch zou zijn.

## Jeugd
Lodewijk Filips werd geboren in Parijs als zoon van Lodewijk Filips II van Orléans (Philippe Égalité) en Louise Marie Adélaïde van Bourbon. Hij was een afstammeling van Lodewijk XIII alsook afstammeling van een bastaarddochter van Lodewijk XIV. Hij had twee jongere broers:  Anton, hertog van Montpensier (1775-1807) en Lodewijk Karel, graaf van Beaujolais (1779-1808). Lodewijk Filips had ook een jongere zus Eugénie (1777-1847), in Frankrijk beter bekend onder de naam mademoiselle Adélaïde d'Orléans. Geen van zijn broers noch zijn zuster traden in het huwelijk. 
Bij zijn geboorte kreeg hij de titel hertog van Valois. Sinds de dood van zijn grootvader (1785), toen zijn vader het hertogdom Orléans erfde, stond hij bekend als hertog van Chartres. 
Net als zijn vader was hij aanvankelijk een aanhanger van de Franse Revolutie. Hij was actief binnen de club der Jakobijnen, maar koos voor een militaire carrière. Als generaal van het revolutionaire leger nam hij onder bevel van generaal Dumouriez deel aan de slagen bij Valmy, Jemappes en Neerwinden. Door de nederlaag bij Neerwinden raakten hij en Dumouriez verdacht in de ogen van het revolutionair bewind van de Nationale Conventie. Nadat bekend raakte dat ze plannen hadden voor een staatsgreep tegen de Conventie liepen ze beiden in april 1793 naar de Oostenrijkers over. Als gevolg van dit verraad werd zijn vader, die toen onder de naam "Philippe Egalité" zelf lid was van de Conventie, gearresteerd en in november 1793 terechtgesteld. 
Meer dan twintig jaar leefde de hertog in ballingschap. Als zoon van een "koningsmoordenaar" (zijn vader had in de Conventie voor de dood van Lodewijk XVI gestemd) wilden de royalistische emigranten niets met hem te maken hebben. Lodewijk Filips werkte eerst als leraar onder een schuilnaam in Zwitserland. Daarna maakte hij een avontuurlijke reis door Scandinavië. Toen zijn  twee jongere broers, die in Frankrijk gevangen zaten, in 1796 werden vrijgelaten, ging hij met hen in de Verenigde Staten wonen, waar ze eveneens avontuurlijke reizen maakten. Ze verbleven ook meer dan een jaar op Cuba. In 1800 vestigde hij zich in Engeland, waar hij plannen had om met een dochter van koning George III te trouwen. Ten slotte ging hij in 1809 op Sicilië wonen, waar hij huwde met de koningsdochter Marie Amélie. Ze verbleven tot 1814 in het Palazzo d'Orléans in Palermo.
Pas na het aftreden van Napoleon kon Lodewijk Filips terugkeren naar Frankrijk. Hij kreeg de titel hertog van Orléans en het grote fortuin en de vele eigendommen van zijn vader terug (onder meer het Palais-Royal in Parijs).   
Mede door zijn liberale gerichtheid genoot hij wat sympathie van de bevrijde burgers van het land. Met de Restauratie van het koningschap onder zijn verwant Lodewijk XVIII en onder diens broer Karel X, groeide de populariteit van Lodewijk Filips.

## Koning der Fransen
In 1830 wierp de Julirevolutie het onderdrukkende regime van Karel X omver. Karel trad af ten gunste van zijn kleinzoon Henri d'Artois, die door monarchisten werd gezien als de rechtmatige Bourbon-koning Hendrik V. Aanhangers van deze Hendrik V werden legitimisten genoemd. Later kreeg hij nogmaals de troon aangeboden in de jaren 1870, maar weigerde na een dispuut betreffende de Franse driekleur.
De republikeinse achtergrond van Lodewijk Filips en zijn populariteit onder de massa brachten de Kamer van Afgevaardigden ertoe om de wens van de legitimisten te negeren en Lodewijk Filips tot de nieuwe Franse koning uit te roepen. De nieuwe monarch koos als titel koning der Fransen, een constitutionele innovatie bekend als volksmonarchie die de titel van de monarch aan de mensen bond en niet aan de staat, zoals het geval was met de vorige titel koning van Frankrijk. Een symbolisch verschil werd duidelijk bij zijn troonsbestijging: hij werd niet gezalfd en gekroond (zoals al zijn voorgangers) maar moest een eed afleggen. Even later werd dat voorbeeld gevolgd in België, waar de opstandelingen ook een koning der Belgen aanstelden. 
Lodewijk Filips schafte oude Franse orden als de Orde van de Heilige Geest, de Orde van Sint-Michel en de Orde van de Heilige Lodewijk af. In de plaats kwam een vernieuwd Legioen van Eer met een portret van de populaire Hendrik IV van Frankrijk en de Franse driekleur op de ster. Voor de revolutionaire strijders van de julidagen werden een Kruis van Juli en een medaille ingesteld.

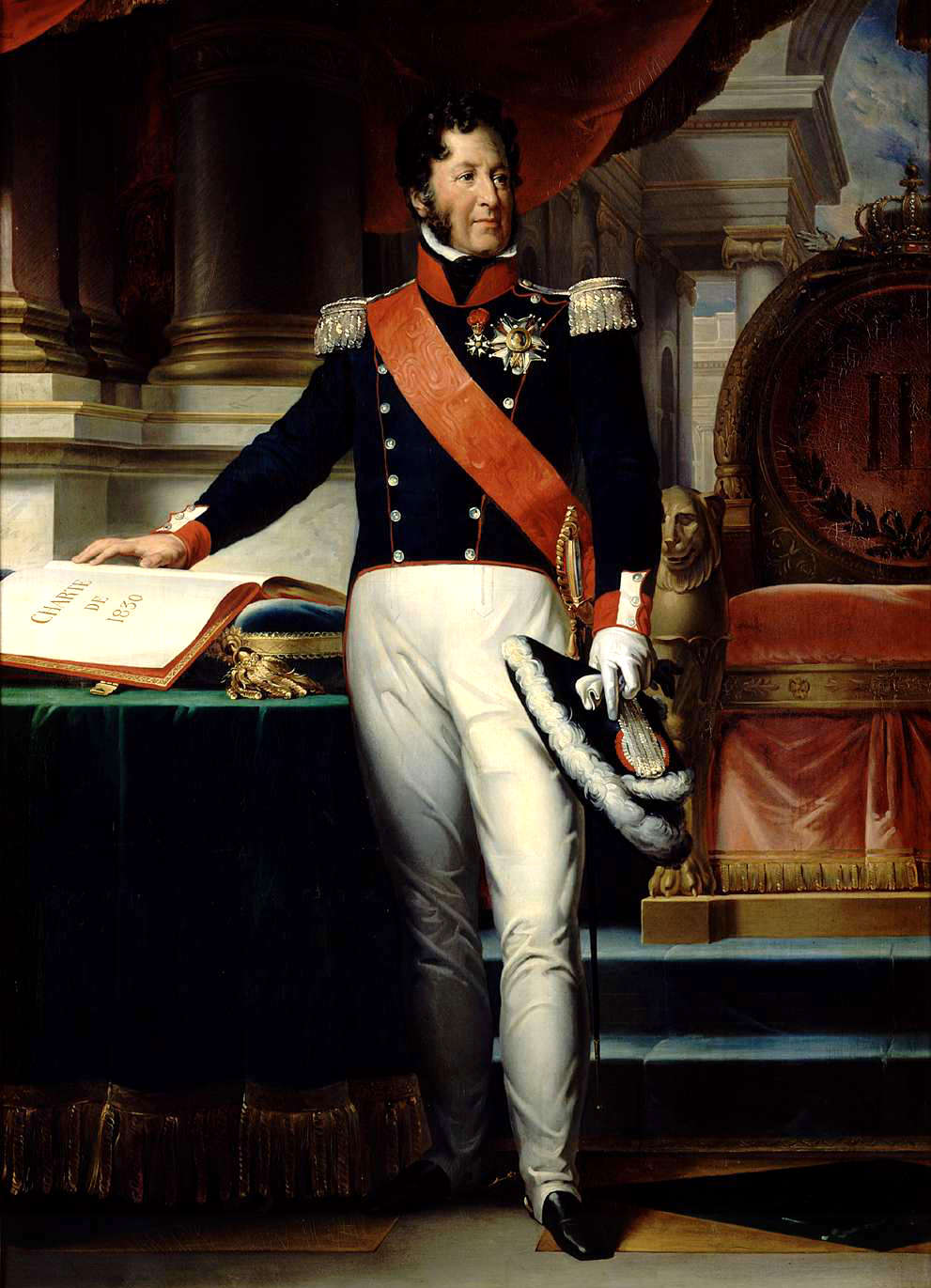
Koning Lodewijk Filips

Frankrijk onder Lodewijk Filips gaf actieve, ook militaire steun aan de Belgische opstand, die direct op de julirevolutie was gevolgd. Tenslotte was het Verenigd Koninkrijk der Nederlanden in het leven geroepen om de Franse expansie aan de noordgrens af te grendelen. In 1832 werd zijn dochter, Louise Marie, de eerste koningin der Belgen, toen ze in het huwelijk trad met koning Leopold I.
Enkele jaren lang regeerde Lodewijk Filips op een bescheiden wijze en vermeed hij de arrogantie, pracht en weelderige uitgaven van zijn voorgangers. Ondanks zijn uitstraling van eenvoud ontving de koning zijn steun van de rijke middenklasse. In het begin was hij erg geliefd en uit die periode stamt ook zijn officieuze titel Burgerkoning. Daarna begon zijn populariteit te tanen en zijn regering werd steeds meer gezien als conservatief en monarchaal. Onder zijn leiding verslechterden de leefomstandigheden van de arbeidersklasse en werden de tegenstellingen tussen armen en rijken verscherpt. Een economische crisis in 1847 dreef de burgers van Frankrijk opnieuw tot revolutie tegen hun koning.

## Aftreden
Op 24 februari 1848 trad koning Lodewijk Filips tot ieders verbazing af, ten gunste van zijn jonge kleinzoon Philippe (zijn zoon en troonopvolger Ferdinand was enkele jaren daarvoor omgekomen bij een ongeluk). Bevreesd voor wat Lodewijk XVI en Marie Antoinette was overkomen, vermomde hij zich snel en vluchtte weg uit Parijs. Rijdende in een onopvallend rijtuig onder de naam 'Mister Smith', ontsnapte hij naar Engeland.
De Nationale Vergadering was aanvankelijk wel van plan zijn kleinzoon als koning te erkennen, maar liet zich meeslepen door de publieke opinie en riep, onder controversiële omstandigheden, de Tweede Republiek uit in het Stadhuis van Parijs. De troon van de afgetreden koning werd verbrand op een brandstapel als symbool van het einde van de monarchie.
In een verkiezing met algemeen mannenstemrecht werd prins Lodewijk Napoleon Bonaparte verkozen tot president. In 1851 verklaarde deze zichzelf tot president voor het leven en binnen een jaar riep hij zichzelf uit tot keizer Napoleon III en herstelde het concept van een 'Napoleontisch Keizerrijk'.
Lodewijk Filips leefde met zijn familie in Engeland tot aan zijn dood op 26 augustus 1850, in Claremont, Surrey. Hij ligt begraven, tezamen met zijn vrouw Amélie (25 april 1782 - 24 maart 1866) in de Chapelle Royale te Dreux, Frankrijk, waar Lodewijk Filips in 1816 een familiecrypte had laten bouwen.

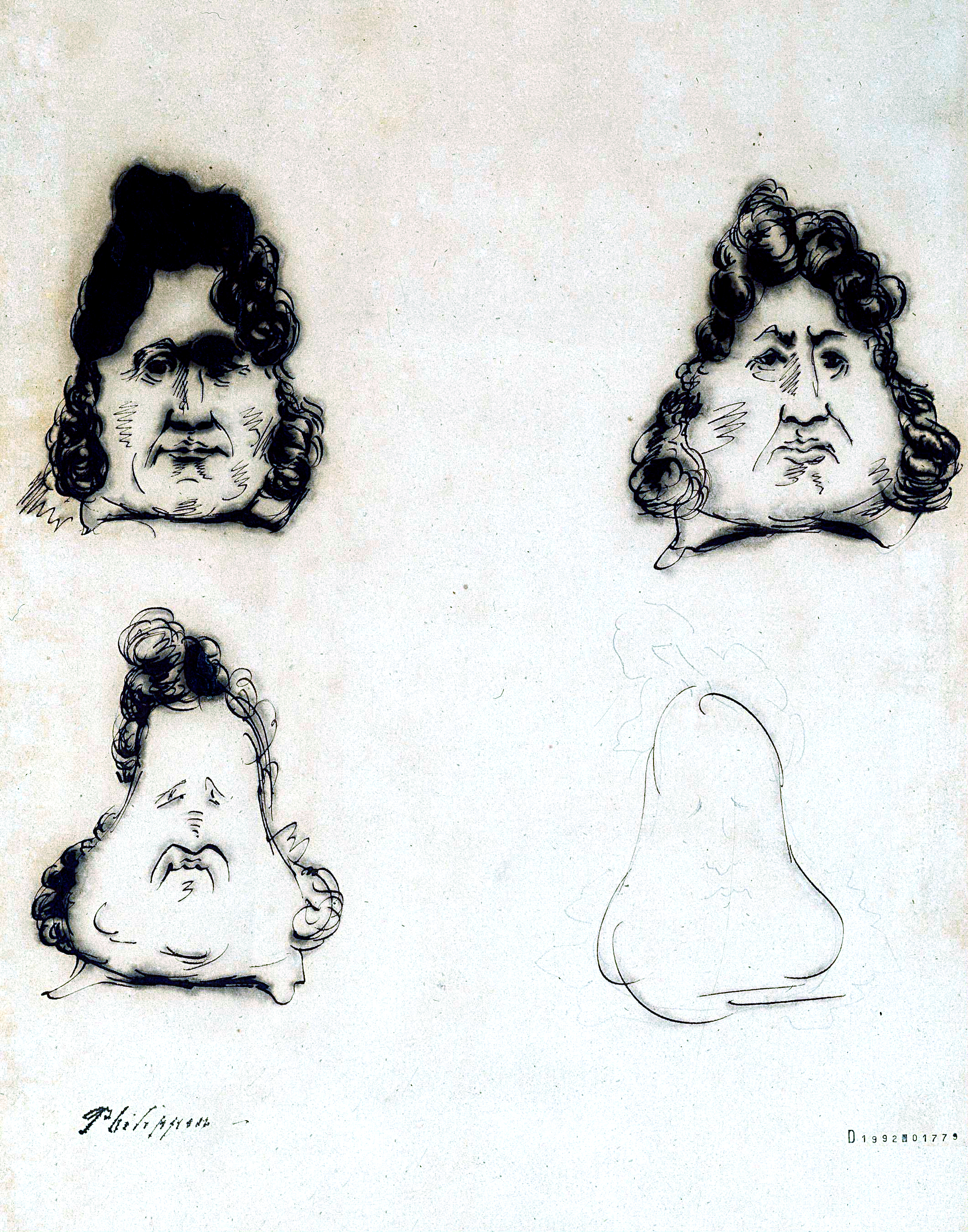
Koning Louis-Philippe verandert in een peer, tekening van Charles Philipon (ca. 1831)

## Huwelijk en kinderen
Op 25 november 1809 huwde Lodewijk Filips in Palermo met prinses Marie Amélie van Bourbon-Sicilië (1782 – 1866), dochter van koning Ferdinand I der Beide Siciliën. Ze hadden de volgende kinderen:
- Ferdinand Filips (1810-1842), hertog van Orléans; huwde op 30 mei 1837 te Fontainebleau met hertogin Helena van Mecklenburg-Schwerin (1814-1858), dochter van erfgroothertog Frederik Lodewijk
- Louise Marie (1812–1850), huwde in 1832 met koning Leopold I van België
- Marie Christine (1813-1839), huwde op 17 oktober 1837 te Versailles met Frederik (1804-1881), zoon van Alexander Frederik van Württemberg,
- Lodewijk (1814–1896), hertog van Nemours; huwde in 1840 met prinses Victoria van Saksen-Coburg-Gotha-Koháry
- Francisca (1816–1818)
- Clementine (1817–1907), huwde in 1843 met prins August van Saksen-Coburg en Gotha
- Frans (1818-1900), prins van Joinville; huwde op 1 mei 1843 te Rio de Janeiro met prinses Franscisca van Brazilië (1824–1898), dochter van keizer Peter I
- Karel (1820-1828), hertog van Penthièvre
- Hendrik (1822-1897), hertog van Aumâle; huwde op 25 november 1844 te Napels met prinses Maria Carolina van Bourbon-Sicilië (1822-1869)
- Anton, (1824–1890), hertog van Montpensier; vanaf 1859 infant van Spanje; huwde op 10 oktober 1846 te Madrid met infante Luisa Fernanda van Spanje (1832-1897), dochter van koning Ferdinand VII.

## Trivia
- Het was met steun van koning Lodewijk Filips I dat Frankrijk in 1836 een spion stuurde naar Zwitserland, dat op dat moment de Confederatie van de XXII kantons was. Deze spion werd echter door de Zwitserse autoriteiten ontmaskerd, wat leidde tot de Zwitserse spionage-affaire van 1836.

## Kwartierstaat (voorouders)
| Lodewijk IV van Orléans (1703-1752) | Lodewijk IV van Orléans (1703-1752) | Lodewijk IV van Orléans (1703-1752) | Lodewijk IV van Orléans (1703-1752) | Lodewijk IV van Orléans (1703-1752)         | Lodewijk IV van Orléans (1703-1752)         | Augusta van Baden-Baden (1704-1726)         | Augusta van Baden-Baden (1704-1726)         | Augusta van Baden-Baden (1704-1726)         | Augusta van Baden-Baden (1704-1726)         | Augusta van Baden-Baden (1704-1726)        | Augusta van Baden-Baden (1704-1726)        |                                            |                                            | Lodewijk Armand II van Bourbon-Conti (1695-1727) | Lodewijk Armand II van Bourbon-Conti (1695-1727) | Lodewijk Armand II van Bourbon-Conti (1695-1727) | Lodewijk Armand II van Bourbon-Conti (1695-1727) | Lodewijk Armand II van Bourbon-Conti (1695-1727) | Lodewijk Armand II van Bourbon-Conti (1695-1727) | Louise Elisabeth van Bourbon (1693-1775) | Louise Elisabeth van Bourbon (1693-1775) | Louise Elisabeth van Bourbon (1693-1775) | Louise Elisabeth van Bourbon (1693-1775) | Louise Elisabeth van Bourbon (1693-1775) | Louise Elisabeth van Bourbon (1693-1775) |                                  |                                  | Lodewijk Alexander van Bourbon (1678-1737) | Lodewijk Alexander van Bourbon (1678-1737) | Lodewijk Alexander van Bourbon (1678-1737) | Lodewijk Alexander van Bourbon (1678-1737) | Lodewijk Alexander van Bourbon (1678-1737) | Lodewijk Alexander van Bourbon (1678-1737) | Marie Victoire de Noailles (1688-1766)     | Marie Victoire de Noailles (1688-1766)     | Marie Victoire de Noailles (1688-1766)     | Marie Victoire de Noailles (1688-1766)     | Marie Victoire de Noailles (1688-1766)        | Marie Victoire de Noailles (1688-1766)        |                                               |                                               | Francesco III d'Este (1698-1780)              | Francesco III d'Este (1698-1780)              | Francesco III d'Este (1698-1780)              | Francesco III d'Este (1698-1780)              | Francesco III d'Este (1698-1780)              | Francesco III d'Este (1698-1780)              | Charlotte Aglaë van Orléans (1700-1761)       | Charlotte Aglaë van Orléans (1700-1761)       | Charlotte Aglaë van Orléans (1700-1761) | Charlotte Aglaë van Orléans (1700-1761) | Charlotte Aglaë van Orléans (1700-1761) | Charlotte Aglaë van Orléans (1700-1761) |  |  |  |  |  |  |  |  |  |  |  |  |  |  |  |  |  |  |  |  |  |  |  |  |  |  |  |  |  |  |  |  |  |  |  |  |  |  |  |  |  |  |  |  |  |  |  |  |
| Lodewijk IV van Orléans (1703-1752) | Lodewijk IV van Orléans (1703-1752) | Lodewijk IV van Orléans (1703-1752) | Lodewijk IV van Orléans (1703-1752) | Lodewijk IV van Orléans (1703-1752)         | Lodewijk IV van Orléans (1703-1752)         | Augusta van Baden-Baden (1704-1726)         | Augusta van Baden-Baden (1704-1726)         | Augusta van Baden-Baden (1704-1726)         | Augusta van Baden-Baden (1704-1726)         | Augusta van Baden-Baden (1704-1726)        | Augusta van Baden-Baden (1704-1726)        |                                            |                                            | Lodewijk Armand II van Bourbon-Conti (1695-1727) | Lodewijk Armand II van Bourbon-Conti (1695-1727) | Lodewijk Armand II van Bourbon-Conti (1695-1727) | Lodewijk Armand II van Bourbon-Conti (1695-1727) | Lodewijk Armand II van Bourbon-Conti (1695-1727) | Lodewijk Armand II van Bourbon-Conti (1695-1727) | Louise Elisabeth van Bourbon (1693-1775) | Louise Elisabeth van Bourbon (1693-1775) | Louise Elisabeth van Bourbon (1693-1775) | Louise Elisabeth van Bourbon (1693-1775) | Louise Elisabeth van Bourbon (1693-1775) | Louise Elisabeth van Bourbon (1693-1775) |                                  |                                  | Lodewijk Alexander van Bourbon (1678-1737) | Lodewijk Alexander van Bourbon (1678-1737) | Lodewijk Alexander van Bourbon (1678-1737) | Lodewijk Alexander van Bourbon (1678-1737) | Lodewijk Alexander van Bourbon (1678-1737) | Lodewijk Alexander van Bourbon (1678-1737) | Marie Victoire de Noailles (1688-1766)     | Marie Victoire de Noailles (1688-1766)     | Marie Victoire de Noailles (1688-1766)     | Marie Victoire de Noailles (1688-1766)     | Marie Victoire de Noailles (1688-1766)        | Marie Victoire de Noailles (1688-1766)        |                                               |                                               | Francesco III d'Este (1698-1780)              | Francesco III d'Este (1698-1780)              | Francesco III d'Este (1698-1780)              | Francesco III d'Este (1698-1780)              | Francesco III d'Este (1698-1780)              | Francesco III d'Este (1698-1780)              | Charlotte Aglaë van Orléans (1700-1761)       | Charlotte Aglaë van Orléans (1700-1761)       | Charlotte Aglaë van Orléans (1700-1761) | Charlotte Aglaë van Orléans (1700-1761) | Charlotte Aglaë van Orléans (1700-1761) | Charlotte Aglaë van Orléans (1700-1761) |  |  |  |  |  |  |  |  |  |  |  |  |  |  |  |  |  |  |  |  |  |  |  |  |  |  |  |  |  |  |  |  |  |  |  |  |  |  |  |  |  |  |  |  |  |  |  |  |
|                                     |                                     |                                     |                                     |                                             |                                             |                                             |                                             |                                             |                                             |                                            |                                            |                                            |                                            |                                                  |                                                  |                                                  |                                                  |                                                  |                                                  |                                          |                                          |                                          |                                          |                                          |                                          |                                  |                                  |                                            |                                            |                                            |                                            |                                            |                                            |                                            |                                            |                                            |                                            |                                               |                                               |                                               |                                               |                                               |                                               |                                               |                                               |                                               |                                               |                                               |                                               |                                         |                                         |                                         |                                         |  |  |  |  |  |  |  |  |  |  |  |  |  |  |  |  |  |  |  |  |  |  |  |  |  |  |  |  |  |  |  |  |  |  |  |  |  |  |  |  |  |  |  |  |  |  |  |  |
|                                     |                                     |                                     |                                     | Lodewijk Filips I van Orléans (1725-1785)   | Lodewijk Filips I van Orléans (1725-1785)   | Lodewijk Filips I van Orléans (1725-1785)   | Lodewijk Filips I van Orléans (1725-1785)   | Lodewijk Filips I van Orléans (1725-1785)   | Lodewijk Filips I van Orléans (1725-1785)   |                                            |                                            |                                            |                                            |                                                  |                                                  | Louise Henriëtte van Bourbon (1726-1759)         | Louise Henriëtte van Bourbon (1726-1759)         | Louise Henriëtte van Bourbon (1726-1759)         | Louise Henriëtte van Bourbon (1726-1759)         | Louise Henriëtte van Bourbon (1726-1759) | Louise Henriëtte van Bourbon (1726-1759) |                                          |                                          |                                          |                                          |                                  |                                  |                                            |                                            |                                            |                                            | Lodewijk Jan Maria van Bourbon (1725-1793) | Lodewijk Jan Maria van Bourbon (1725-1793) | Lodewijk Jan Maria van Bourbon (1725-1793) | Lodewijk Jan Maria van Bourbon (1725-1793) | Lodewijk Jan Maria van Bourbon (1725-1793) | Lodewijk Jan Maria van Bourbon (1725-1793) |                                               |                                               |                                               |                                               |                                               |                                               | Maria Theresia Félicia van Modena (1726-1754) | Maria Theresia Félicia van Modena (1726-1754) | Maria Theresia Félicia van Modena (1726-1754) | Maria Theresia Félicia van Modena (1726-1754) | Maria Theresia Félicia van Modena (1726-1754) | Maria Theresia Félicia van Modena (1726-1754) |                                         |                                         |                                         |                                         |  |  |  |  |  |  |  |  |  |  |  |  |  |  |  |  |  |  |  |  |  |  |  |  |  |  |  |  |  |  |  |  |  |  |  |  |  |  |  |  |  |  |  |  |  |  |  |  |
|                                     |                                     |                                     |                                     | Lodewijk Filips I van Orléans (1725-1785)   | Lodewijk Filips I van Orléans (1725-1785)   | Lodewijk Filips I van Orléans (1725-1785)   | Lodewijk Filips I van Orléans (1725-1785)   | Lodewijk Filips I van Orléans (1725-1785)   | Lodewijk Filips I van Orléans (1725-1785)   |                                            |                                            |                                            |                                            |                                                  |                                                  | Louise Henriëtte van Bourbon (1726-1759)         | Louise Henriëtte van Bourbon (1726-1759)         | Louise Henriëtte van Bourbon (1726-1759)         | Louise Henriëtte van Bourbon (1726-1759)         | Louise Henriëtte van Bourbon (1726-1759) | Louise Henriëtte van Bourbon (1726-1759) |                                          |                                          |                                          |                                          |                                  |                                  |                                            |                                            |                                            |                                            | Lodewijk Jan Maria van Bourbon (1725-1793) | Lodewijk Jan Maria van Bourbon (1725-1793) | Lodewijk Jan Maria van Bourbon (1725-1793) | Lodewijk Jan Maria van Bourbon (1725-1793) | Lodewijk Jan Maria van Bourbon (1725-1793) | Lodewijk Jan Maria van Bourbon (1725-1793) |                                               |                                               |                                               |                                               |                                               |                                               | Maria Theresia Félicia van Modena (1726-1754) | Maria Theresia Félicia van Modena (1726-1754) | Maria Theresia Félicia van Modena (1726-1754) | Maria Theresia Félicia van Modena (1726-1754) | Maria Theresia Félicia van Modena (1726-1754) | Maria Theresia Félicia van Modena (1726-1754) |                                         |                                         |                                         |                                         |  |  |  |  |  |  |  |  |  |  |  |  |  |  |  |  |  |  |  |  |  |  |  |  |  |  |  |  |  |  |  |  |  |  |  |  |  |  |  |  |  |  |  |  |  |  |  |  |
|                                     |                                     |                                     |                                     |                                             |                                             |                                             |                                             |                                             |                                             | Lodewijk Filips II van Orléans (1747-1793) | Lodewijk Filips II van Orléans (1747-1793) | Lodewijk Filips II van Orléans (1747-1793) | Lodewijk Filips II van Orléans (1747-1793) | Lodewijk Filips II van Orléans (1747-1793)       | Lodewijk Filips II van Orléans (1747-1793)       |                                                  |                                                  |                                                  |                                                  |                                          |                                          |                                          |                                          |                                          |                                          |                                  |                                  |                                            |                                            |                                            |                                            |                                            |                                            |                                            |                                            |                                            |                                            | Louise Marie Adélaïde van Bourbon (1753−1821) | Louise Marie Adélaïde van Bourbon (1753−1821) | Louise Marie Adélaïde van Bourbon (1753−1821) | Louise Marie Adélaïde van Bourbon (1753−1821) | Louise Marie Adélaïde van Bourbon (1753−1821) | Louise Marie Adélaïde van Bourbon (1753−1821) |                                               |                                               |                                               |                                               |                                               |                                               |                                         |                                         |                                         |                                         |  |  |  |  |  |  |  |  |  |  |  |  |  |  |  |  |  |  |  |  |  |  |  |  |  |  |  |  |  |  |  |  |  |  |  |  |  |  |  |  |  |  |  |  |  |  |  |  |
|                                     |                                     |                                     |                                     |                                             |                                             |                                             |                                             |                                             |                                             | Lodewijk Filips II van Orléans (1747-1793) | Lodewijk Filips II van Orléans (1747-1793) | Lodewijk Filips II van Orléans (1747-1793) | Lodewijk Filips II van Orléans (1747-1793) | Lodewijk Filips II van Orléans (1747-1793)       | Lodewijk Filips II van Orléans (1747-1793)       |                                                  |                                                  |                                                  |                                                  |                                          |                                          |                                          |                                          |                                          |                                          |                                  |                                  |                                            |                                            |                                            |                                            |                                            |                                            |                                            |                                            |                                            |                                            | Louise Marie Adélaïde van Bourbon (1753−1821) | Louise Marie Adélaïde van Bourbon (1753−1821) | Louise Marie Adélaïde van Bourbon (1753−1821) | Louise Marie Adélaïde van Bourbon (1753−1821) | Louise Marie Adélaïde van Bourbon (1753−1821) | Louise Marie Adélaïde van Bourbon (1753−1821) |                                               |                                               |                                               |                                               |                                               |                                               |                                         |                                         |                                         |                                         |  |  |  |  |  |  |  |  |  |  |  |  |  |  |  |  |  |  |  |  |  |  |  |  |  |  |  |  |  |  |  |  |  |  |  |  |  |  |  |  |  |  |  |  |  |  |  |  |
|                                     |                                     |                                     |                                     |                                             |                                             |                                             |                                             |                                             |                                             |                                            |                                            |                                            |                                            |                                                  |                                                  |                                                  |                                                  |                                                  |                                                  |                                          |                                          |                                          |                                          |                                          |                                          |                                  |                                  |                                            |                                            |                                            |                                            |                                            |                                            |                                            |                                            |                                            |                                            |                                               |                                               |                                               |                                               |                                               |                                               |                                               |                                               |                                               |                                               |                                               |                                               |                                         |                                         |                                         |                                         |  |  |  |  |  |  |  |  |  |  |  |  |  |  |  |  |  |  |  |  |  |  |  |  |  |  |  |  |  |  |  |  |  |  |  |  |  |  |  |  |  |  |  |  |  |  |  |  |
|                                     |                                     |                                     |                                     |                                             |                                             |                                             |                                             |                                             |                                             |                                            |                                            |                                            |                                            |                                                  |                                                  |                                                  |                                                  |                                                  |                                                  |                                          |                                          |                                          |                                          |                                          |                                          |                                  |                                  |                                            |                                            |                                            |                                            |                                            |                                            |                                            |                                            |                                            |                                            |                                               |                                               |                                               |                                               |                                               |                                               |                                               |                                               |                                               |                                               |                                               |                                               |                                         |                                         |                                         |                                         |  |  |  |  |  |  |  |  |  |  |  |  |  |  |  |  |  |  |  |  |  |  |  |  |  |  |  |  |  |  |  |  |  |  |  |  |  |  |  |  |  |  |  |  |  |  |  |  |
|                                     |                                     |                                     |                                     | Lodewijk Filips I van Frankrijk (1773-1850) | Lodewijk Filips I van Frankrijk (1773-1850) | Lodewijk Filips I van Frankrijk (1773-1850) | Lodewijk Filips I van Frankrijk (1773-1850) | Lodewijk Filips I van Frankrijk (1773-1850) | Lodewijk Filips I van Frankrijk (1773-1850) |                                            |                                            |                                            |                                            | Anton van Orléans (1775-1807)                    | Anton van Orléans (1775-1807)                    | Anton van Orléans (1775-1807)                    | Anton van Orléans (1775-1807)                    | Anton van Orléans (1775-1807)                    | Anton van Orléans (1775-1807)                    |                                          |                                          |                                          |                                          | Adelaïde van Orléans (1777-1847)         | Adelaïde van Orléans (1777-1847)         | Adelaïde van Orléans (1777-1847) | Adelaïde van Orléans (1777-1847) | Adelaïde van Orléans (1777-1847)           | Adelaïde van Orléans (1777-1847)           |                                            |                                            |                                            |                                            | Françoise van Orléans (1777-1782)          | Françoise van Orléans (1777-1782)          | Françoise van Orléans (1777-1782)          | Françoise van Orléans (1777-1782)          | Françoise van Orléans (1777-1782)             | Françoise van Orléans (1777-1782)             |                                               |                                               |                                               |                                               | Lodewijk Karel van Orléans (1779-1808)        | Lodewijk Karel van Orléans (1779-1808)        | Lodewijk Karel van Orléans (1779-1808)        | Lodewijk Karel van Orléans (1779-1808)        | Lodewijk Karel van Orléans (1779-1808)        | Lodewijk Karel van Orléans (1779-1808)        |                                         |                                         |                                         |                                         |  |  |  |  |  |  |  |  |  |  |  |  |  |  |  |  |  |  |  |  |  |  |  |  |  |  |  |  |  |  |  |  |  |  |  |  |  |  |  |  |  |  |  |  |  |  |  |  |

- Bibsys: 90575635
- Biblioteca Nacional de España: XX1008742
- Bibliothèque nationale de France: cb120083455 (data)
- Catàleg d'autoritats de noms i títols de Catalunya: 981058507848906706
- CiNii: DA12042132
- Gemeinsame Normdatei: 11864064X
- International Standard Name Identifier: 0000 0001 2211 2626
- KulturNav: 7996dfff-be63-44e5-a183-b603a32ebc08
- Library of Congress Control Number: n50080625
- Nationale Bibliotheek van Tsjechië: jn20000701084
- Nationale Bibliotheek van Israël: 987007264734205171
- Nationale Bibliotheek van Polen: a0000001180590
- Nederlandse Thesaurus van Auteursnamen: 070684545
- Réseau des bibliothèques de Suisse occidentale: 02-A000106978
- RKD-Nederlands Instituut voor Kunstgeschiedenis: 427832
- Istituto Centrale per il Catalogo Unico: TO0V359944
- LIBRIS: 194393
- SNAC: w6hn60jg
- Système universitaire de documentation: 028200004
- Museum of New Zealand Te Papa Tongarewa: 67185
- Union List of Artist Names: 500236304
- Virtual International Authority File: 2238151778208518130001
- WorldCat: E39PBJcwCM8wT7FtTYb348wt8C